# Bryotropha pallorella
Bryotropha pallorella is een vlinder uit de familie tastermotten (Gelechiidae). De wetenschappelijke naam is voor het eerst geldig gepubliceerd in 1952 door Amsel.
De soort komt voor in Europa.